# Phasmahyla cochranae
Phasmahyla cochranae és una espècie de granota endèmica del Brasil.